# Dillenia aurea
Dillenia aurea är en tvåhjärtbladig växtart som beskrevs av Smith. Dillenia aurea ingår i släktet Dillenia och familjen Dilleniaceae. Inga underarter finns listade i Catalogue of Life.

## Bildgalleri

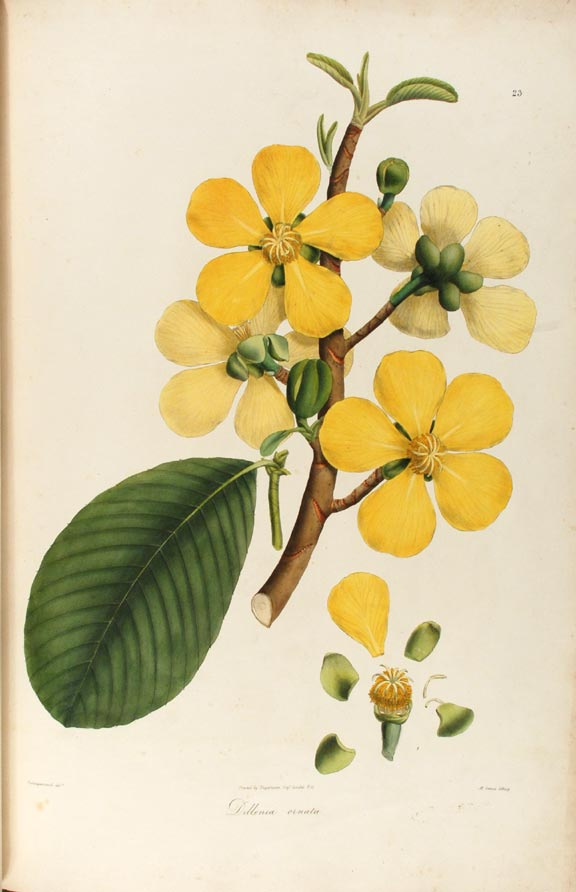